# PR-pad
PR-paden (Promenade et Randonnée) zijn wandelpaden in Frankrijk bedoeld voor korte wandelingen, variërend van 1 tot 6 uur. De routes zijn voor iedere wandelaar geschikt.
De wandelroutes zijn gemarkeerd met geel. De routes bestaan naast de Grande Randonées, bekend als GR-paden.